# 1687 год в науке
В 1687 году произошли различные научные и технологические события, некоторые из которых представлены ниже. 

## Публикации

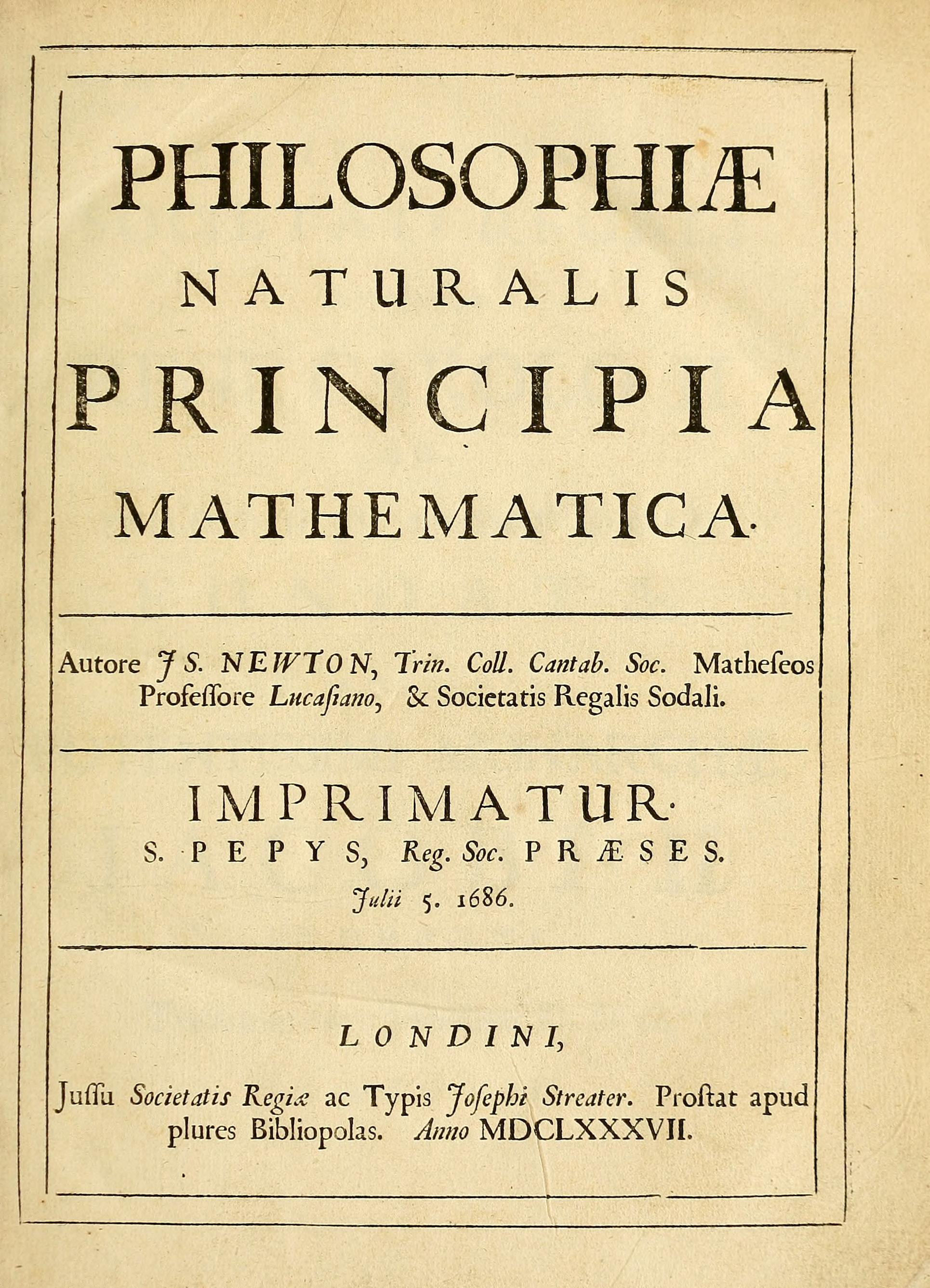
Титульный лист «Начал» Ньютона, 1687 г.

- 5 июля Ньютон опубликовал в Лондоне  свой главный труд, «Математические начала натуральной философии», составивший эпоху в истории физики. В трёх томах книги Ньютон описал закон всемирного тяготения и три фундаментальных закона механики, дал теорию движения Луны, планет и комет. Подход Ньютона стал на многие годы основой физики.
- Пьер Вариньон опубликовал «Проект новой механики», где дал точную формулировку закона параллелограмма сил, развил понятие момента сил и вывел теорему, получившую его имя.

## События
- В Москве построено здание для Славяно-греко-латинской академии, первого в России высшего учебного заведения.
- Пират Эдуард Девис открыл остров Пасхи.

## Родились
См. также: Категория:Родившиеся в 1687 году
- 14 октября — Роберт Симсон, шотландский математик (умер в 1768 году).
- 21 октября — Николай Бернулли, швейцарский математик (умер в 1759 году).
- 7 ноября — Уильям Стьюкли, английский археолог, исследователь Стоунхенджа, биограф Ньютона (умер в 1765 году).

## Скончались
См. также: Категория:Умершие в 1687 году
- 28 января — Ян Гевелий, немецкий астроном (род. 1611).
- 19 марта — Кавелье де Ла Саль, французский исследователь Северной Америки (род. 1643).
- 13 октября — Джеминиано Монтанари, итальянский астроном (род. 1633).
- 16 декабря — Уильям Петти, один из основоположников классической политической экономии в Англии (род. 1623).
- (январь или февраль) — Николас Меркатор (Кауфман), немецкий математик (род. около 1620).